# Sergio Staino
Sergio Staino est un auteur de bande dessinée et réalisateur italien né le 8 juin 1940 à Piancastagnaio (Toscane) et mort le 21 octobre 2023 à Florence (Toscane).

## Biographie
Sergio Staino obtient une licence en architecture puis il enseigne dans la province de Florence, s'installant à Scandicci.
Il commence sa carrière dans la bande dessinée en créant le personnage de Bobo (fumetto italiano) (it), qui l'a rendu célèbre. Les premières planches sur Bobo paraissent en 1979 dans la revue Linus, dirigée par Oreste Del Buono.
Dans les années 1980, le dessinateur collabore avec les quotidiens Il Messaggero et l'Unità. En 1966, il fonde et dirige Tango (rivista) (it), hebdomadaire satirique dont les collaborateurs notables sont Gino e Michele (it), David Riondino (it), Michele Serra (it), Lorenzo Beccati (it), Francesco Tullio Altan, Ellekappa (it), Daniele Panebarco (it), Andrea Pazienza... En 1987, la revue ayant obtenu un certain succès en version papier, Staino anime Teletango sur Rai 3.
Sergio Staino exerce pour la télévision publique en 1990 et 1993, pour l'émission satirique Cielito lindo (programma televisivo) (it). Il entre dans le milieu du cinéma en participant aux films Cavalli si nasce (1989), Non chiamarmi Omar (it) (1992), ce dernier film se fondant sur un récit d'Altan.
En 2007, Sergio Staino lance la revue Emme (rivista) (it), supplément inclus dans l'édition du lundi de l'Unità, tout en collaborant avec la télévision, le cinéma et le théâtre.

## Œuvres
- Berlino amore mio. Wir Berliner, wir Berliner sind anders, Berlin, Detlef Heikamp Verlag, 1981.
- Aldiqua dell'aldilà, avec Massimo Cavezzali, Bologne, L'isola trovata, 1982.  (ISBN 88-7225-009-9).
- Bobo, Milan, Milano Libri, 1982.
- Coppia a perdere, sur des textes de Gianni Carino, Milan, L'isola trovata, 1983.
- Bobo triste un mattin d'aprile..., Milan, Milano Libri, 1983.
- Bobo nell'anno del sorpasso. Vignette e cronache da l'Unità, Rome, l'Unità, 1984.
- Bobo e dintorni. Antologica su Sergio Staino, Milan, Milano Libri, 1985.
- Le domeniche di Bobo, Rome, Editori Riuniti, 1987.  (ISBN 88-359-3131-2).
- Bobo. Le storie, Rome, Editori Riuniti, 1988.  (ISBN 88-359-3237-8).
- Tempeste, Milan, GUT edizioni, 1992.  (ISBN 88-7930-007-5).
- Non chiamarmi Omar, avec Francesco Tullio Altan, Milan, Baldini & Castoldi, 1992.  (ISBN 88-85988-40-7).
- Amori, Montepulciano, Editori del Grifo, 1993 ; Rome, Minimum fax, 1996.  (ISBN 88-86568-20-7).
- ...150, la Coop canta.... 8 storie a fumetti ispirate ai 150 anni di storia della cooperazione di consumo, Montepulciano, Editori del Grifo, 1994.
- Famiglia mia..., Milan, Biblioteca Universale Rizzoli, 1995.  (ISBN 88-17-11203-8).
- L'Unità: le vignette e le storie più belle del 2001, Rome, Nuova Iniziativa Editoriale, 2001.
- Pinocchio Novecento. 25 tavole a colori, Milan, Feltrinelli, 2001.  (ISBN 88-07-42094-5).
- Il romanzo di Bobo', Milan, Feltrinelli, 2001.  (ISBN 88-07-81665-2).
- Racconto di Natale, avec Adriano Sofri et Isabella Staino, Turin, Einaudi, 2002.  (ISBN 88-06-16490-2).
- Montemaggio. Una storia partigiana. Liberamente ispirato alla testimonianza di Vittorio Meoni, Rome-Colle Val D'Elsa, l'Unità-Comune di Colle Val d'Elsa, 2003.
- Pecciolo contro Talquale, il mostro spazzatura, Modène, F. Panini ragazzi, 2003.  (ISBN 88-8290-624-8).
- Fino all'ultima mela, Turin, Einaudi, 2003.  (ISBN 88-06-16624-7).
- Gli angeli del cortile, avec Adriano Sofri et Isabella Staino, Turin, Einaudi, 2003.  (ISBN 88-06-16738-3).
- Bobo, Rome, la Repubblica, 2004.
- La guerra di Peter, Bologne, Coconino press, 2004.  (ISBN 88-7618-001-X).
- L'impero delle cicale. Il terzo racconto di Natale, avec Adriano Sofri et Isabella Staino, Bologne, Coconino press, 2004.  (ISBN 88-7618-007-9).
- Bobo. Bobo novecento, Modène-Rome, Panini-la Repubblica, 2005.
- Il fucile e la rosa. Episodi della resistenza marchigiana, avec Gianni Carino, Falconara Marittima, Comune, 2005.
- Cento Candeline CGIL, Rome, Ediesse, 2006.  (ISBN 88-230-1163-9).
- Il mistero BonBon, Milan, Feltrinelli, 2006.  (ISBN 88-07-84062-6).
- Pecciolo e Talquale e una bandiera per l'ambiente, Modène, F. Panini ragazzi, 2007.  (ISBN 978-88-8290-961-1).
- Nuova gente. Un dipinto di Plinio Nomellini nella Galleria d'arte moderna di Genova, Florence, Maschietto, 2007.  (ISBN 978-88-88967-79-0).
- Spaghetti di mezzanotte, avec Claudio Nobbio, Palerme, Flaccovio, 2007.  (ISBN 978-88-7758-755-8).
- Maccheroni a mezzogiorno, avec Claudio Nobbio, Palerme, Flaccovio, 2009.  (ISBN 978-88-7758-905-7).
- All together, Bobo! Un anno vissuto disperatamente, Milan, BUR Rizzoli, 2009.  (ISBN 978-88-17-03728-0).
- A chi troppo e a chi niente. Bobo colpisce ancora, Milan, BUR Rizzoli, 2010.  (ISBN 978-88-17-04555-1).
- Staino terapia dell'amore. La miglior cura per la coppia inizia con una risata, Milan, Salani, 2011.  (ISBN 978-88-6256-605-6).
- Io sono Bobo, Pise, Della Porta, 2016.  (ISBN 978-88-96209-23-3).
- Alla ricerca della pecora Fassina. Manuale per compagni incazzati, stanchi, smarriti ma sempre compagni, Florence, Giunti, 2016,  (ISBN 978-88-0982-937-4).